# Istanbul Arel Üniversitesi
Die Istanbul Arel Üniversitesi wurde am 18. Mai 2007 als private Nonprofit-Universität von der Kemal Gözükara Education and Culture Foundation gegründet und staatlich anerkannt. Die Unterrichtssprache ist überwiegend Englisch, es bestehen Bachelor-, Master- und Promotionsprogramme.

## Geschichte
Im Jahr 1990 wurde das Arel College Istanbul gegründet. Die Schule hat in den Folgejahren den Bildungsbereich mit Arel Preschool, Arel Primary School, Arel Anatolian High School, Arel Science High School und Arel Sports and Culture Complex permanent erweitert. Nach 26 Jahren im Bildungsbereich strebte die Institution die Erweiterung um den Hochschulbereich an.
Mit Hilfe der Kemal Gözükara Education and Culture Foundation konnte die Istanbul Arel University gegründet werden, die gemäß dem Gesetz Nr. 2809/5656-Anhang.76 vom 9. Mai 2007, veröffentlicht im Amtsblatt Nr. 26526, am 18. Mai 2007 staatlich anerkannt wurde. Die Istanbul Arel University verfügt über 2 Campuse und einen Sport- und Kulturkomplex.
Seit 2018 ist Özgür Gözükara (Sohn des Stifters) Vorsitzender des Kuratoriums der Arel Universität. Er wird von Hilmi Ibar beim Aufbau eines internationalen Netzwerkes unterstützt. Im Dezember 2018 wurden mit der DHBW Lörrach erfolgreich Vereinbarungen zum Aufbau von Studenten- und Professorenaustausch sowie gemeinsamen Ausbildungsprojekten beschlossen.

## Fakultäten
Die Universität umfasst (2018) die Fakultäten:
- Medizin, Dekan Enver Duran
- Kunst und Wissenschaft
- Bildende Künste
- Wirtschafts- und Verwaltungswissenschaften
- Kommunikation
- Ingenieurwissenschaften und Architektur

## Schulen
- Schule für Gesundheitswissenschaften
- Schule für angewandte Wissenschaften
- Schule für Fremdsprachen
- Berufsschule

## Institute (Masterprogramme für Absolventen und Fernstudien)
- Institut für angewandte Wissenschaften
- Institut für Sozialwissenschaften
- Institut für Gesundheitswissenschaften